# 乌拉夫的梦
《乌拉夫的梦》是挪威作家约恩·福瑟的一部作品，2012年初版。小说三部曲《无眠》、《乌拉夫的梦》、《疲倦》为作者赢得了2015年北欧理事会文学奖。

## 情节
故事紧接着《无眠》。阿斯勒和阿莉达这时已改名乌拉夫和奥斯塔。乌拉夫卖掉了小提琴，他想给奥斯塔买一枚戒指。在巴尔门的街道上乌拉夫遇到一位老人，之后在酒馆里又被他找上。老人认出他就是阿斯勒，并声称他知道阿斯勒杀害了船库主人、阿莉达的母亲、给阿莉达接生的老太太。乌拉夫还在那里遇到了奥斯高于特，后者向他展示了买给未婚妻的黄金和蓝珍珠做的手镯。乌拉夫也想买给奥斯塔这样的漂亮手镯，从酒吧逃开了，路上被一个年轻姑娘勾引。他找到奥斯塔说要带她逃离比约格文。之后，他又找到奥斯高于特，让后者带他找珠宝商买那个漂亮手镯，珠宝商那里只剩最后一个了。他的钱不够，不过还是用包里剩下的三张票子换下了手镯。于是他们去酒馆喝酒庆祝，又遇上那个老人。老人让乌拉夫请他喝酒，威胁说如果不从就告发他。乌拉夫走了出去，遇到一个可以提供住宿的老太太，她原来就是那个勾引乌拉夫的姑娘的母亲。姑娘又想引诱他，最后偷了他的手镯。老人终于叫来了人，把乌拉夫抓走了。乌拉夫在地窖里想念着奥斯塔和小西格瓦尔。最终他在比约格文市民的观看之下被执行了绞刑。在恍惚中他看到了阿莉达，他变成了一种飞翔，阿莉达拉着他的手站了起来……

## 分析
《乌拉夫的梦》延续了两个处在同一种飞翔状态的年轻人的爱情故事。对一个无助的小家庭的外部威胁，是福瑟作品中常见的主题，这部作品中，主人公阿斯勒选择了以谋杀维护他的家庭。他陷入了与陀思妥耶夫斯基《罪与罚》中的拉斯科尔尼科夫类似的境遇。这些过往的罪行最终没有放过他。福瑟在作品中采取了乔伊斯式的意识流写法，在内心世界和外部世界间来回切换。这部作品是对新挪威语叙事文学的一次崭新的探索。